# Ophrys caucasica
Ophrys caucasica là một loài thực vật có hoa trong họ Lan. Loài này được Woronow ex Grossh. mô tả khoa học đầu tiên năm 1908.

## Hình ảnh

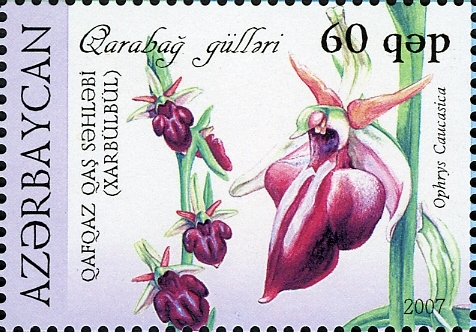
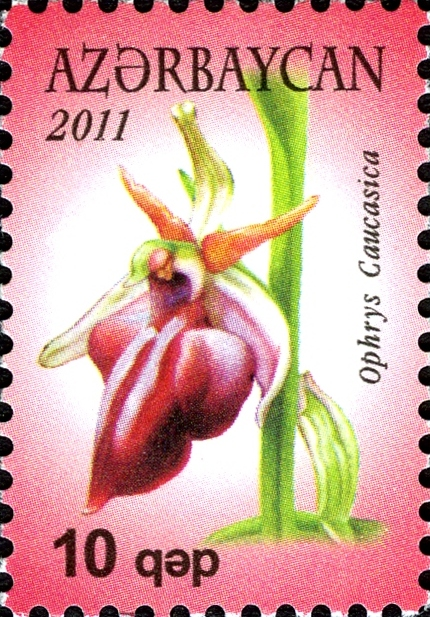
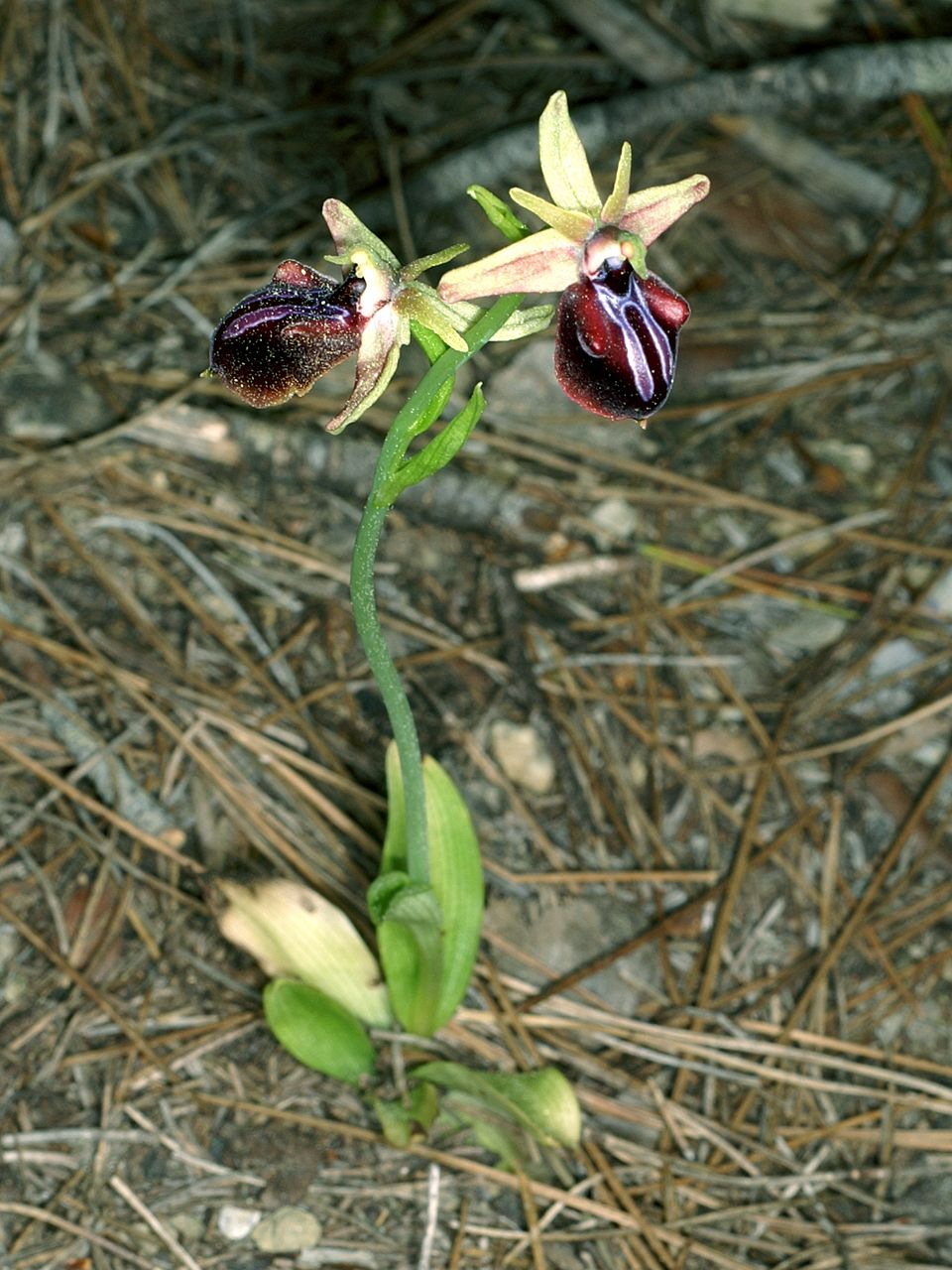